# شون مكمولين
شون مكمولين (بالإنجليزية: Sean McMullen)‏ (21 ديسمبر 1948، سالي في أستراليا)؛ كاتب وروائي أسترالي. درس في جامعة ملبورن.

## روابط خارجية
- شون مكمولين على موقع إن إن دي بي (الإنجليزية)